# PC Calcio

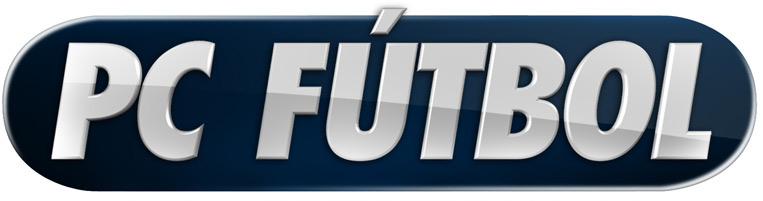
Logo della versione spagnola

PC Calcio (PC Fútbol in originale) è una serie di videogiochi manageriali per MS-DOS e Microsoft Windows (DOS per le prime versioni, quindi Windows 95 per le successive, e Windows 98 e XP le ultime tre).

## Descrizione
Il giocatore è presidente di una squadra di calcio di sua scelta. Deve guidare la propria squadra seguendo gli allenamenti, il calciomercato, la cura dello stadio, occuparsi del merchandising e della ristorazione dello stadio, decidere il prezzo di biglietti, degli abbonamenti, e così via, rispettando gli obiettivi prefissati dalle aspettative della dirigenza. Il giocatore ha a sua disposizione uno staff di squadra (medico, psicologo, giardiniere, osservatore...) che fornisce informazioni sui giocatori e l'andamento del gioco e consigli su come agire per migliorare le prestazioni.
Il gioco nasce originariamente in lingua spagnola come Simulador Profesional de Fútbol nel 1992, ed è sviluppato dal 1992 al 2001 da Dinamic Multimedia e distribuito da Planeta DeAgostini. Dal 2004 sono pubblicate altre tre edizioni separate, curate da Gaelco.
A seguito del grande successo sono pubblicate apposite versioni localizzate in diverse lingue e dedicate ad altri campionati come quello italiano (PC Calcio), quello inglese (PC Premier), francese (PC France) e argentino (PC Apertura e PC Clausura). A partire dall'edizione del 1998 è invece realizzato un titolo contenente i più importanti campionati mondiali.

## La serie
| Anno | Titolo originale                             | Altre versioni                                                               | Sviluppo           | Note |
| ---- | -------------------------------------------- | ---------------------------------------------------------------------------- | ------------------ | --- |
| 1992 | Simulador Profesional de Fútbol              |                                                                              | Dinamic Multimedia | - Considerabile come il primo PC Calcio. - Presenti squadre e giocatori della Liga spagnola 1992-93.                                                      |
| 1993 | PC Fútbol                                    |                                                                              | Dinamic Multimedia | - Presenti squadre e giocatori della Liga spagnola 1993-94.                                                                                               |
| 1994 | PC Fútbol 3                                  | - PC Calcio - PC Fútbol Clausura 95                                          | Dinamic Multimedia | - Introdotto il calciomercato e la possibilità di guidare la squadra per più di una stagione. - Presenti squadre e giocatori della Liga spagnola 1994-95. |
| 1995 | PC Fútbol 4.0                                | - PC Calcio 4.0 - PC Fútbol 4.0 Apertura 96                                  | Dinamic Multimedia | - Introdotte le coppe europee - Introdotta la modalità Manager-Pro                                                                                        |
| 1996 | PC Fútbol 5.0                                | - PC Calcio 5.0 - PC Premier 5.0 - PC France 5.0 - PC Fútbol 5.0 Apertura 97 | Dinamic Multimedia | - Introdotti i collaboratori - Gestione dei contratti - Invecchiamento e ritiro dei giocatori                                                             |
| 1996 | PC Selección Española de Fútbol Eurocopa '96 | -                                                                            | Dinamic Multimedia | - versione dove è possibile guidare solamente le squadre nazionali (europei 1996)                                                                         |
| 1998 | PC Fútbol 6.0                                | - PC Calcio 6.0 - PC Premier 6.0 - PC Fútbol 6 Apertura 98                   | Dinamic Multimedia | - Modelli 3d dei giocatori - Gestione merchandising e diritti TV                                                                                          |
| 1998 | PC Fútbol 7                                  | - PC Calcio 7                                                                | Dinamic Multimedia | - Maggiore controllo sui contratti - Introduzione di nuovi campionati                                                                                     |
| 1998 | PC Fútbol Selección Española '98             | -                                                                            | Dinamic Multimedia | - versione dove è possibile guidare solamente le squadre nazionali (mondiali 1998)                                                                        |
| 1999 | PC Fútbol Edición de Oro                     | -                                                                            | Dinamic Multimedia | - compilation di tutti i giochi e le espansioni uscite fino allora.                                                                                       |
| 1999 | PC Fútbol 2000                               | - PC Calcio 2000 - PC Fútbol 2000 Clausura                                   | Dinamic Multimedia | |
| 2000 | PC Fútbol Selección Española Europa 2000     | -                                                                            | Dinamic Multimedia | - versione dove è possibile guidare solamente le squadre nazionali (europei 2000)                                                                         |
| 2001 | PC Fútbol 2001                               | - PC Calcio 2001                                                             | Dinamic Multimedia | |
| 2004 | PC Fútbol 2005                               | - PC Calcio 2005                                                             | Gaelco             | |
| 2005 | PC Fútbol 2006                               | - PC Calcio 2006                                                             | Gaelco             | |
| 2006 | PC Fútbol 2007                               | - PC Calcio 2007                                                             | Gaelco             | |
| 2017 | PC Fútbol 18                                 | - PC Calcio 18                                                               | IDC/Games          | |
| 2024 | PC Fútbol 8                                  | - PC Calcio 8                                                                | Una partida más    | |